# Konservative Partei (Bulgarien)
Die Konservative Partei (bulgarisch Консервативна партия, kurz KP) war eine liberale Partei in Bulgarien. Sie wurde 1879 als eine der ersten Parteien nach dem Russisch-Osmanischen Krieg (1877–1878) und die damit verbundene Gründung des Fürstentum Bulgariens, während der ersten konstituierenden Sitzung des bulgarischen Parlaments, gegründet. Die Partei spielte bei der Erarbeitung der ersten bulgarischen Verfassung eine wichtige Rolle.
Parteinahen Zeitungen waren: Witoscha (aus dem Bulg. Витоша, benannt nach dem gleichnamigen Gebirge), Otetschestwo (aus dem Bulg. Отечество, zu dt. Vaterland) und Balgarski glas (aus dem Bulg. Български глас, zu dt. Bulgarische Stimme).
Die prorussische Partei stellte die ersten zwei Regierungen nach der Befreiung Bulgariens unter Todor Burmow und Erzbischof Kliment Tarnowski, die jedoch nicht in der Lage waren das Wahlrecht auszuarbeiten und Wahlen abzuhalten. Vertreter der Partei unterstützten 1881 das vom Alexander I. von Bulgarien initiierte Regime der Vollmachten. Die Konservative Partei wurde jedoch von ebendiesem wie alle andere Parteien verboten.
1882 schlossen sich einige Parteimitglieder um Marko Balabanow mit einer Gruppe der Liberalen Partei um Dragan Zankow zusammen. Aus diesem Zusammenschluss bildete sich nach dem Ende des Regimes der Vollmachten die Progressivliberale Partei.
Weitere bekannte Persönlichkeiten waren Konstantin Stoilow, Dimitar Grekow, Grigor Natschowitsch, Georgi Walkowitsch, Todor Ikonomow und weitere.